# Ellenzéki Kör
Ellenzéki Kör néven működött 1847-től a magyarországi reformellenzék szervezete. Elnöke Teleki László, alelnökei Vörösmarty Mihály és Fényes Elek voltak.

## Története
Az 1846. évi galíciai felkelés, majd annak kegyetlen leverése után a magyarországi liberálisok újult erővel igyekeztek érvényre juttatni az érdekegyesítés politikáját: keresztülvinni az örökváltság kötelező és államilag támogatott módozatát. Ez még sürgetőbbé tette a reformellenzéknek már az 1843–1844. évi diétán felmerült azon törekvését, hogy országos egységet és rendszeresen egyeztetett programot hozzanak létre. Ezt a szükségszerűséget egyenesen kényszerré tette egy 1846 novemberében történt jelentős esemény – megalakult a Konzervatív Párt.
1847 januárjában Teleki László kezdeményezésére és az ő elnökletével (alelnökök: Vörösmarty Mihály és Fényes Elek) egyesült a Ráday Gedeon gróf vezette Nemzeti Kör és a Teleki vezette Pesti Kör. Ezzel létrejött az Ellenzéki Kör – a konzervatív Gyülde mintájára, s annak ellenfeleként.
Március 15-én ellenzéki értekezlet ült össze, ahol Kossuth benyújtotta programjavaslatát, majd arról határoztak, hogy egy hattagú bizottság készítse el a végleges programot. E bizottság tagjai a következők voltak: Deák Ferenc, Kossuth Lajos, Eötvös József, Pulszky Ferenc, Teleki László és Szemere Bertalan.
E munka eredményeként a reformerek 1847. június 6-7-i országos gyűlésén elfogadták a programot, az Ellenzéki Nyilatkozatot. Ennek a programnak főbb elemei címszavakban a következők voltak: társadalmi nyilvánosság, sajtószabadság, a szabad egyesülés lehetősége, kormányfelelősség, közteherviselés, képviselet szélesítése, állami kárpótlással egybekötött kötelező örökváltság, törvény előtti egyenlőség, az ősiség eltörlése, unió Erdéllyel.
Ezzel lényegében létrejött a reformellenzék pártja, melyet „reformpárt” névvel illettek. Nem sokkal ezután az Ellenzéki Kör egyik első tevékenységeként külföldre is eljuttatták a Nyilatkozatot.